# 第562掷弹兵师
第562掷弹兵师（562. Grenadier-Division）是纳粹德国德意志國防軍的一个步兵师。
1944年7月24日，德方在第1军区（東普魯士）组建东普鲁士第2掷弹兵师。该师仅拥有4个掷弹兵营。1944年7月27日，东普鲁士第2掷弹兵师被改编为第562掷弹兵师，其下属单位也全部更名。
1944年10月9日，该师升格为國民擲彈兵师。该师曾在奧古斯圖夫和納雷夫河流域作战。
最终，该师在德国境内抵御苏联红军發動的東普魯士攻勢。第562人民掷弹兵师于1945年4月16日解散，其残部被苏军俘虏。该师参谋部人员后加入第4國家勞役團参谋部。